# جو السکی
جو السکی (انگلیسی: Joe Alaskey؛ ۱۷ آوریل ۱۹۵۲ – ۳ فوریهٔ ۲۰۱۶) یک هنرپیشه، تهیه‌کننده، تهیه‌کننده تلویزیونی، کارگردان، فیلم‌نامه‌نویس، صداپیشه، کمدین، و بازیگر سینما اهل ایالات متحده آمریکا بود. وی بین سال‌های ۱۹۸۳ تا ۲۰۱۶ میلادی فعالیت می‌کرد.
از فیلم‌ها یا برنامه‌های تلویزیونی که وی در آن نقش داشته است می‌توان به کسپر، سرقت بانک، لونی تونز اشاره کرد.